# Raffinering

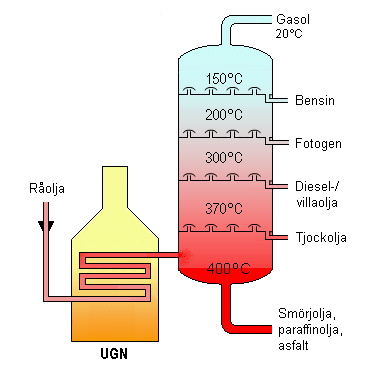
Raffineringsprocess av olja

Raffinering (från franskans raffiner, av fin, fin) är en generell beteckning på kemisk-tekniska reningsprocesser. Man kan till exempel raffinera socker, metaller och olja. För industriell raffinering använder man sig av ett raffinaderi.